# هوية (قبيلة)

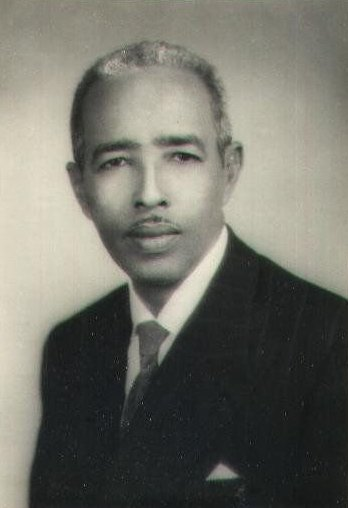
آدم عبد الله عثمان أول رئيس للصومال

قبيلة هوية هي قبيلة صومالية كبيرة. يسكن أفراد هذه العشيرة وسط وجنوب الصومال والمنطقة الصومالية والمحافظة الشمالية الشرقية (التي تديرها حاليًا إثيوبيا وكينيا). كما أنهم يشكلون الأغلبية في العاصمة مقديشو. الفقيشيني - فرع من قبيلة هبر جدير هوية- يتمركزون في منطقة صول، صوماليلاند.

## نظرة عامة
يعود أصول العديد من الصوماليين إلى إرر بن سمالي. وفقًا للعديد من المصادر والمؤرخين الموثقين، وصل البطريرك سمالي إلى شمال الصومال من اليمن في القرن التاسع، وأسس لاحقًا قبيلة سمالي. اثنتان من العشائر الكبرى، الهوية ودير، تنحدران من إرر بن سمالي، والذي بدوره يعود أصله إلى شبه الجزيرة العربية من قريش، بنو هاشم من خلال عقيل بن أبي طالب، عم النبي محمد.

## نسبهم
هم (الهوية) جورجارتي (ارر صومال) محمد ومحمود جورجارتي إرر صومال، ومحمد وهو الفخذ الكبير والولد البكر لقبيلة الهوية الكبرى الأصيلة.
وهم جزء من قبائل الصماليون أو الصوماليون (الدر وموسى در والهوية) ويذكر بعض المؤرخين أن سمالي العيون أتى بعد مقتل والده المجاهد محمد بن أحمد في جيش البرتغاليين لنواحي شمال الصومال.

## مناطق الانتشار
موجودون اليوم في الصومال في منطقة الأراضي الخصبة من نهر شبيلي في بلد وين، في منطقة هيران وجوهر، في منطقة شبيلي الوسطى وتمتد من ساحل مقديشو من الشمال إلى مدينة هبيا الساحلية القديمة، في منطقة مدج الوسطى القاحلة.
وفي شرق وجنوب شرق إثيوبيا، منطقة ليبان وجودي وبايلي جنوب جكجكا.
وفي الإقليم الصومالي شمال شرق كينيا. منديرا ووجير مراسيبت ميولي.

## بطونهم
- هوية
  - غورغارتي
    -       - محمد ابن جورجارتي ابن إرر صومال المديبان الولد البكر ثم إخوانه

    - سيلعيس
    - ميولي
    - وادالاان
    - ال هينترى

  - كـارنلــي
    - كاريا
    - جودير
    - ساحويل
    - ممرسادي
    - ال هيراب
      - ابجال
      - أوجيجين
      - دودبلي
      - شيخاش
      - هبر جدير
      - وعطان

  - حوسكول
  - حواطلي
  - جوجونطـبي
    - باديعادي
    - داجودي
    - جالجعل
    - جيدلي
    - جي جيلي
    - مورولي

  - جـيمبــلي
    - أجوران

  - رانيء

## موقف الهوية من الحرب الأهلية
حاول عقال الهوية بكل الوسائل السيطرة على الوضع ولكن الجاره الحبشيه كانت تحول دون ذلك ومنهم الآن الرئيس الصومالي حسن شيخ محمود.[بحاجة لمصدر]

## انطر أيضًا
- تومال (قبيلة)
- سلطنة هراب